# Siligo
Siligo  je grad u Italiji, na otoku i administrativnoj regiji Sardinija, središte istoimene općine u pokrajini Sassari.